# Litolobium punctilobulum
Litolobium punctilobulum là một loài dương xỉ trong họ Dennstaedtiaceae. Loài này được Newman mô tả khoa học đầu tiên năm 1854.
Danh pháp khoa học của loài này chưa được làm sáng tỏ. 